# Хірамото Кадзукі
Кадзукі Нірамото (яп. 平本 一樹, нар. 18 серпня 1981, Токіо) — японський футболіст, що грав на позиції нападника.
Виступав, зокрема, за клуб «Токіо Верді».

## Ігрова кар'єра
У дорослому футболі дебютував 1999 року виступами за команду клубу «Токіо Верді», в якій провів загалом шістнадцять сезонів, взявши участь у більш ніж 300 матчах чемпіонату. 
Також протягом кар'єри на умовах оренди грав за «Йокогама», «Матіда Зельвія» та «Ванфоре Кофу».
Завершив професійну ігрову кар'єру у клубі «Токіо Верді» 2017 року.

## Виступи за збірну
2001 року провів одну гру за молодіжну збірну Японії. У її складі був учасником молодіжного чемпіонату світу 2001 року.

## Титули і досягнення
- Володар Кубка Імператора Японії (1):

«Токіо Верді»: 2004
- Володар Суперкубка Японії (1):

«Токіо Верді»: 2005